# Hursærin
Hursærin (ossetisch Хурзӕрин, etwa: glänzende Sonne, Glanz) ist der Name der größten Zeitung in ossetischer Sprache, die in Südossetien herausgegeben wird (die russischsprachigen Juschnaja Osetija und Respublika haben eine höhere Auflage). Ihr Chefredakteur ist Juri Gæbærati. Die Zeitung erscheint täglich und wurde im Jahre 1924 gegründet. Sie hieß von 1932 bis 1957 Kommunist (Коммунист), danach bis Ende der sowjetischen Ära Soweton Iryston (Советон Ирыстон). Nach Angaben von 1975 lag die Auflage bei 13.000 Exemplaren, ist aber im Jahre 2007 auf gut 3000, 2008 auf 1700 zurückgegangen.